# Lista de quadras de tênis por capacidade

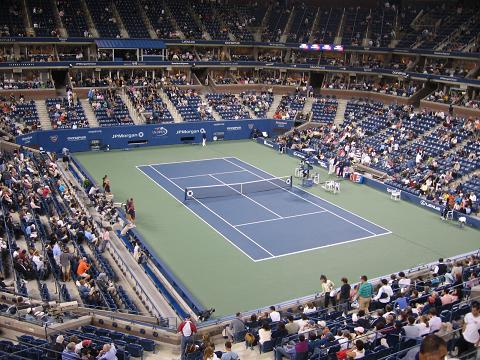
Arthur Ashe Stadium, construído em 1997. na USTA National Tennis Center em Nova York, é a maior do mundo específica para tênis.

Ela contém estádios que ora foram construída especificamente para o tênis, salas polivalentes, ora que regularmente acolhem torneios de tênis. Uma segunda lista está incluído para locais que foram modificados para sediar um evento de tênis (geralmente Copa Davis e Fed Cup).
A maior torcida a assistir a uma prova oficial (da Federação Internacional de Ténis, Associação dos Profissionais de Tênis, ou Women's Tennis Association) de tênis foi de 27.200 pessoas, quando uma tribuna especial foi construída no Estadio Olímpico de Sevilla para sediar a final da Copa Davis entre Espanha e os Estados Unidos.[carece de fontes?]

## Quadra de tênis específica ou para abrigar jogos de tênis
| Número | Estádio                                            | Capacidade | Cidade                      | País                   | Torneio hospedado                                                                   | Endereço          |
| ------ | -------------------------------------------------- | ---------- | --------------------------- | ---------------------- | ----------------------------------------------------------------------------------- | ----------------- |
| 1      | Arthur Ashe Stadium                                | 22.547     | Nova Iorque                 | EUA                    | US Open                                                                             |                   |
| 2      | Indian Wells Tennis Garden                         | 16.100     | Indian Wells, Califórnia    | EUA                    | Pacific Life Open                                                                   |                   |
| 3      | Court Philippe Chatrier                            | 15.166     | Paris                       | França                 | Internationaux de France                                                            |                   |
| 4=     | Centre Court                                       | 15.000     | Wimbledon, Londres          | Reino Unido            | Torneio de Wimbledon                                                                |                   |
| 4=     | Connecticut Tennis Center                          | 15.000     | New Haven, Connecticut      | EUA                    | Pilot Pen Tennis                                                                    |                   |
| 4=     | Qizhong Forest Sports City Arena                   | 15.000     | Xangai                      | China                  | Tennis Masters Cup (2005-08)                                                        |                   |
| 7      | Rod Laver Arena                                    | 14.820     | Melbourne                   | Austrália              | Australian Open                                                                     |                   |
| 8      | West Side Tennis Club                              | 14.000     | New York City               | USA                    | Forest Hills Women's Tennis Classic US Open (1923-1977)                             |                   |
| 9=     | Am Rothenbaum                                      | 13.300     | Hamburgo                    | Alemanha               | Hamburg Masters                                                                     |                   |
| 9=     | Tennis Center at Crandon Park                      | 13.300     | Key Biscayne, Flórida       | EUA                    | Sony Ericsson Open                                                                  |                   |
| 11=    | Hallenstadion                                      | 13.000     | Zurique                     | Suíça                  | Zurich Open                                                                         |                   |
| 11=    | The Home Depot Center                              | 13.000     | Carson (Califórnia)         | EUA                    | East West Bank Classic                                                              |                   |
| 13     | Rexall Centre                                      | 12.500     | Toronto                     | Canadá                 | Rogers Cup                                                                          |                   |
| 14=    | Gerry Weber Stadion                                | 12.300     | Halle                       | Alemanha               | Gerry Weber Open                                                                    |                   |
| 14=    | Palais Omnisports de Paris-Bercy                   | 12.300     | Paris                       | França                 | BNP Paribas Masters                                                                 |                   |
| 16=    | Sportpaleis Merksem                                | 12.000     | Antuérpia                   | Bélgica                | Proximus Diamond Games                                                              |                   |
| 16=    | SCC Peterburgsky                                   | 12.000     | São Petersburgo             | Rússia                 | St. Petersburg Open                                                                 | [ligação inativa] |
| 16=    | Telefónica Arena Madrid                            | 12.000     | Madri                       | Espanha                | Mutua Madrileña Masters Madrid                                                      |                   |
| 16=    | Stade Uniprix                                      | 12.000     | Montreal                    | Canadá                 | Rogers Cup                                                                          |                   |
| 16=    | IMPACT Arena                                       | 12.000     | Bangkok                     | Tailândia              | Thailand Open                                                                       |                   |
| 16=    | Netaji Indoor Stadium                              | 12.000     | Calcutá                     | Índia                  | Sunfeast Open                                                                       |                   |
| 22     | No. 1 Court                                        | 11.429     | Wimbledon, Londres          | Reino Unido            | Torneio de Wimbledon                                                                |                   |
| 23     | Olympic Stadium                                    | 11.400     | Moscou                      | Rússia                 | Kremlin Cup                                                                         |                   |
| 24     | HP Pavilion at San Jose                            | 11.386     | São José, Califórnia        | EUA                    | SAP Open                                                                            |                   |
| 25=    | Lindner Family Tennis Center                       | 10.500     | Mason, Ohio                 | EUA                    | W&SFG Masters                                                                       |                   |
| 25=    | Vodafone Arena                                     | 10.500     | Melbourne                   | Austrália              | Australian Open                                                                     |                   |
| 27     | Family Circle Tennis Center                        | 10.200     | Charleston, Carolina do Sul | EUA                    | Family Circle Cup                                                                   |                   |
| 28     | Court Suzanne Lenglen                              | 10.068     | Paris                       | França                 | Internationaux de France                                                            |                   |
| 29     | Quadra Central - Centro Olímpico de Tênis da Barra | 10.012     | Rio de Janeiro              | Brasil                 | Jogos Olímpicos de 2016                                                             |                   |
| 29=    | Ahoy Rotterdam                                     | 10.000     | Roterdã                     | Holanda                | ABN AMRO World Tennis Tournament                                                    |                   |
| 29=    | Beijing Tennis Center (Main Court)                 | 10.000     | Pequim                      | China                  | China Open Jogos Olímpicos de 2008                                                  |                   |
| 29=    | Estoril Court Central                              | 10.000     | Oeiras                      | Portugal               | Estoril Open                                                                        |                   |
| 29=    | Indianapolis Tennis Center                         | 10.000     | Indianápolis, Indiana       | EUA                    | Indianapolis Tennis Championships                                                   |                   |
| 29=    | Louis Armstrong Stadium                            | 10.000     | Nova Iorque                 | EUA                    | US Open                                                                             |                   |
| 29=    | Seoul Olympic Park Tennis Center                   | 10.000     | Seul                        | Coreia do Sul          | Hansol Korea Open Jogos Olímpicos de 1988                                           |                   |
| 29=    | Sydney Olympic Park Tennis Centre                  | 10.000     | Sydney                      | Austrália              | Medibank International Jogos Olímpicos de 2000                                      |                   |
| 29=    | Tokyo Metropolitan Gymnasium                       | 10.000     | Tóquio                      | Japão                  | Toray Pan Pacific Open                                                              |                   |
| 29=    | Estadio Universidad del Mar                        | 10.000     | La Serena                   | Chile                  | La Serena Open                                                                      |                   |
| 39=    | Ariake Coliseum                                    | 9.000      | Tóquio                      | Japão                  | AIG Japan Open                                                                      |                   |
| 39=    | Monte Carlo Country Club                           | 9.000      | Roquebrune-Cap-Martin       | França                 | Monte Carlo Masters                                                                 |                   |
| 41     | Kooyong Stadium                                    | 8.500      | Melbourne                   | Austrália              | AAMI Kooyong Classic                                                                |                   |
| 42     | Athens Olympic Tennis Centre                       | 8.300      | Atenas                      | Grécia                 | Jogos Olímpicos de 2004                                                             |                   |
| 43     | Delray Beach Tennis Center                         | 8.200      | Delray Beach, Flórida       | EUA                    | Delray Beach International Tennis Championships                                     |                   |
| 44=    | I. Czech Lawn Tennis Club                          | 8.000      | Prague                      | República Tcheca       | ECM Prague Open                                                                     |                   |
| 44=    | Burswood Dome                                      | 8.000      | Perth                       | Austrália              | Hopman Cup                                                                          |                   |
| 44=    | Foro Italico                                       | 8.000      | Roma                        | Itália                 | Internazionali d'Italia                                                             |                   |
| 47     | Real Club de Tenis Barcelona                       | 7.800      | Barcelona                   | Espanha                | Open SabadellAtlántico                                                              |                   |
| 48     | William H.G. FitzGerald Tennis Center              | 7.500      | Washington, D.C.            | EUA                    | Legg Mason Tennis Classic                                                           |                   |
| 49     | Wiener Stadthalle                                  | 7.500      | Viena                       | Áustria                | BA-CA TennisTrophy                                                                  |                   |
| 50     | Stone Mountain Tennis Center                       | 7.200      | Atlanta, Georgia            | USA                    | Jogos Olímpicos de 1996                                                             |                   |
| 51=    | Dom Športova                                       | 7.000      | Zagreb                      | Croácia                | PBZ Zagreb Indoors                                                                  |                   |
| 52=    | Steffi-Graf-Stadion                                | 7.000      | Berlim                      | Alemanha               | Qatar Telecom German Open                                                           |                   |
| 53     | Queen's Club                                       | 6.858      | Londres                     | Reino Unido            | ATP de Queen's                                                                      |                   |
| 54     | Palais des Sports de Gerland                       | 6.500      | Lyon                        | França                 | Grand Prix de Tennis de Lyon                                                        |                   |
| 55     | Fairmont Scottsdale Princess Tennis Club           | 6.300      | Scottsdale, Arizona         | EUA                    | ATP Scottsdale Classic (1987-2005)                                                  |                   |
| 56     | Buenos Aires Lawn Tennis Club                      | 6.250      | Buenos Aires                | Argentina              | Copa Telmex                                                                         |                   |
| 57     | Porsche Arena                                      | 6.100      | Stuttgart                   | Alemanha               | Porsche Tennis Grand Prix                                                           |                   |
| 58=    | Canada Stadium                                     | 6.000      | Ramat HaSharon              | Israel                 | Israel Davis Cup team                                                               |                   |
| 58=    | Fairmont Acapulco Princess                         | 6.000      | Acapulco                    | México                 | Abierto Mexicano Telcel                                                             |                   |
| 58=    | Memorial Drive Park                                | 6.000      | Adelaide                    | Austrália              | Next Generation Adelaide International                                              |                   |
| 58=    | St. Jakobshalle                                    | 6.000      | Basileia                    | Suíça                  | Davidoff Swiss Indoors                                                              |                   |
| 58=    | Margaret Court Arena                               | 6.000      | Melbourne                   | Austrália              | Australian Open                                                                     |                   |
| 58=    | Sibamac Arena                                      | 6.000      | Bratislava                  | Eslováquia             | Slovakia Davis Cup team                                                             |                   |
| 58=    | Roy Emerson Arena                                  | 6.000      | Gstaad                      | Suíça                  | Allianz Suisse Open Gstaad                                                          |                   |
| 58=    | Grandstand Stadium                                 | 6.000      | Nova Iorque                 | USA                    | US Open                                                                             |                   |
| 66=    | SDAT Tennis Stadium                                | 5.800      | Chennai                     | Índia                  | Chennai Open                                                                        |                   |
| 66=    | Los Angeles Tennis Center                          | 5.800      | Los Angeles, California     | EUA                    | Countrywide Classic TJogos Olímpicos de 1984                                        |                   |
| 68     | Intersport Arena                                   | 5.699      | Linz                        | Áustria                | Generali Ladies Linz                                                                |                   |
| 69=    | Complexe Al Amal                                   | 5.500      | Casablanca                  | Marrocos               | Grand Prix Hassan II                                                                |                   |
| 69=    | Tennyson Tennis Centre                             | 5.500      | Brisbane                    | Austrália              | Next Generation International (2009-) Mondial Australian Women's Hardcourts (2009-) |                   |
| 71     | Racquet Park at Amelia Island Plantation           | 5.390      | Amelia Island, Flórida      | EUA                    | Bausch & Lomb Championships                                                         |                   |
| 72     | Racquet Club of Memphis                            | 5.200      | Memphis, Tennessee          | EUA                    | RMK Championships Cellular South Cup                                                |                   |
| 73=    | Dubai Tennis Stadium                               | 5.000      | Dubai                       | Emirados Árabes Unidos | Dubai Tennis Championships                                                          |                   |
| 73=    | BNR Arenas                                         | 5.000      | Bucareste                   | Romênia                | BCR Open Romania                                                                    |                   |
| 73=    | Kungliga Tennishallen                              | 5.000      | Estocolmo                   | Suécia                 | if... Stockholm Open                                                                |                   |
| 73=    | Sportlokaal Bokkeduinen                            | 5.000      | Amsterdã                    | Holanda                | Dutch Open Amersfoort                                                               |                   |
| 77     | Stade Pierre de Coubertin                          | 4.835      | Paris                       | França                 | Open Gaz de France                                                                  |                   |
| 78     | Warszawianka Tennis Centre                         | 4.400      | Varsóvia                    | Polônia                | J&S Cup                                                                             |                   |
| 79     | Arènes de Metz                                     | 4.303      | Metz                        | França                 | Open de Moselle                                                                     |                   |
| 80     | MTTC Iphitos                                       | 4.300      | Munique                     | Alemanha               | BMW Open                                                                            |                   |
| 81     | Khalifa International Tennis Complex               | 4.106      | Doha                        | Qatar                  | Qatar ExxonMobil Open Qatar Total Open                                              |                   |
| 82=    | ITC Stella Maris                                   | 4.000      | Umag                        | Croatia                | Croatia Open Umag                                                                   |                   |
| 82=    | Newport Casino                                     | 4.000      | Newport (Rhode Island)      | EUA                    | Hall of Fame Championships U.S. National Championships (1881-1914)                  |                   |
| 82=    | Beijing Tennis Center (No. 1 Court)                | 4.000      | Pequim                      | China                  | China Open Jogos Olímpicos de 2008                                                  |                   |
| 85     | Roland Garros No. 1 Court                          | 3.518      | Paris                       | França                 | Internationaux de France                                                            |                   |
| 86     | Darling Tennis Center                              | 3.500      | Las Vegas, Nevada           | EUA                    | Tennis Channel Open                                                                 |                   |
| 87     | Barcelona Tennis Olímpic                           | 3.450      | Barcelona                   | Espanha                | Barcelona KIA Jogos Olímpicos de 1992                                               |                   |
| 88     | River Oaks Country Club                            | 3.000      | Houston, Texas              | EUA                    | U.S. Men's Clay Court Championships                                                 |                   |
| 89     | Club Campestre El Rancho                           | 2.500      | Bogotá                      | Colômbia               | Copa Colsanitas                                                                     |                   |
| 90=    | PEPS [fr]                                          | 2.000      | Quebec City                 | Canadá                 | Bell Challenge                                                                      |                   |
| 90=    | Beijing Tennis Center (No. 2 Court)                | 2.000      | Beijing                     | China                  | China Open Jogos Olímpicos de 2008                                                  |                   |
| 92=    | ŠRC Marina                                         | 1.600      | Portorož                    | Eslovênia              | Banka Koper Slovenia Open                                                           |                   |
| 92=    | Werzer Arena                                       | 1.600      | Pörtschach                  | Áustria                | Hypo Group Tennis International                                                     |                   |
| 94=    | Edgbaston Priory Club                              | 1.500      | Birmingham                  | Reino Unido            | DFS Classic                                                                         | [ligação inativa] |
| 94=    | LTAT National Tennis Development Centre            | 1.500      | Bangkok                     | Tailândia              | PTT Bangkok Open                                                                    |                   |
| 96     | Sopocki Klub Tenisowy                              | 1.000      | Sopot                       | Polônia                | Orange Prokom Open                                                                  |                   |

## Estádios Periódicos
| Posição | Estádio                                | Capacidade | Cidade            | País      | Torneio hospedado                         | Endereço |
| ------- | -------------------------------------- | ---------- | ----------------- | --------- | ----------------------------------------- | -------- |
| 1       | Queensland Sport and Athletics Centre  | 48.400     | Brisbane          | Austrália | Copa Davis 1999 semifinal                 |          |
| 2       | Estadio Olímpico de Sevilla            | 27.200     | Sevilha           | Espanha   | Copa Davis 2004 final                     |          |
| 3       | Belgrade Arena                         | 23.000     | Belgrado          | Sérvia    | Copa Davis 2007 - Grupo Mundial mata-mata |          |
| 4       | Estadio Parque Roca                    | 14.500     | Buenos Aires      | Argentina | Copa Davis 2006 semifinal                 |          |
| 5       | Real Sociedad de Tenis de La Magdalena | 14.000     | Santander         | Espanha   | Copa Davis 2000 semifinal                 |          |
| 6       | Memorial Coliseum                      | 12.000     | Portland, Oregon  | EUA       | Copa Davis 2007 final                     |          |
| 7       | Forum di Assago                        | 11.200     | Milão             | Itália    | 1998 Davis Cup final                      |          |
| 8       | Palma Arena                            | 7.000      | Palma de Mallorca | Espanha   | Battle of Surfaces                        |          |